# Ceneselli
Ceneselli är en ort och kommun i provinsen Rovigo i regionen Veneto i Italien. Kommunen hade 1 612 invånare (2018).